# Société botanique de France
La Société botanique de France (SBF) è un'associazione fondata il 23 aprile 1854. Nella sua riunione inaugurale si pose l'obiettivo di "contribuire al progresso della botanica e scienze affini e di agevolare, con tutti i mezzi a sua disposizione, l'istruzione e il lavoro dei suoi membri".

## La fondazione
I soci fondatori furono:

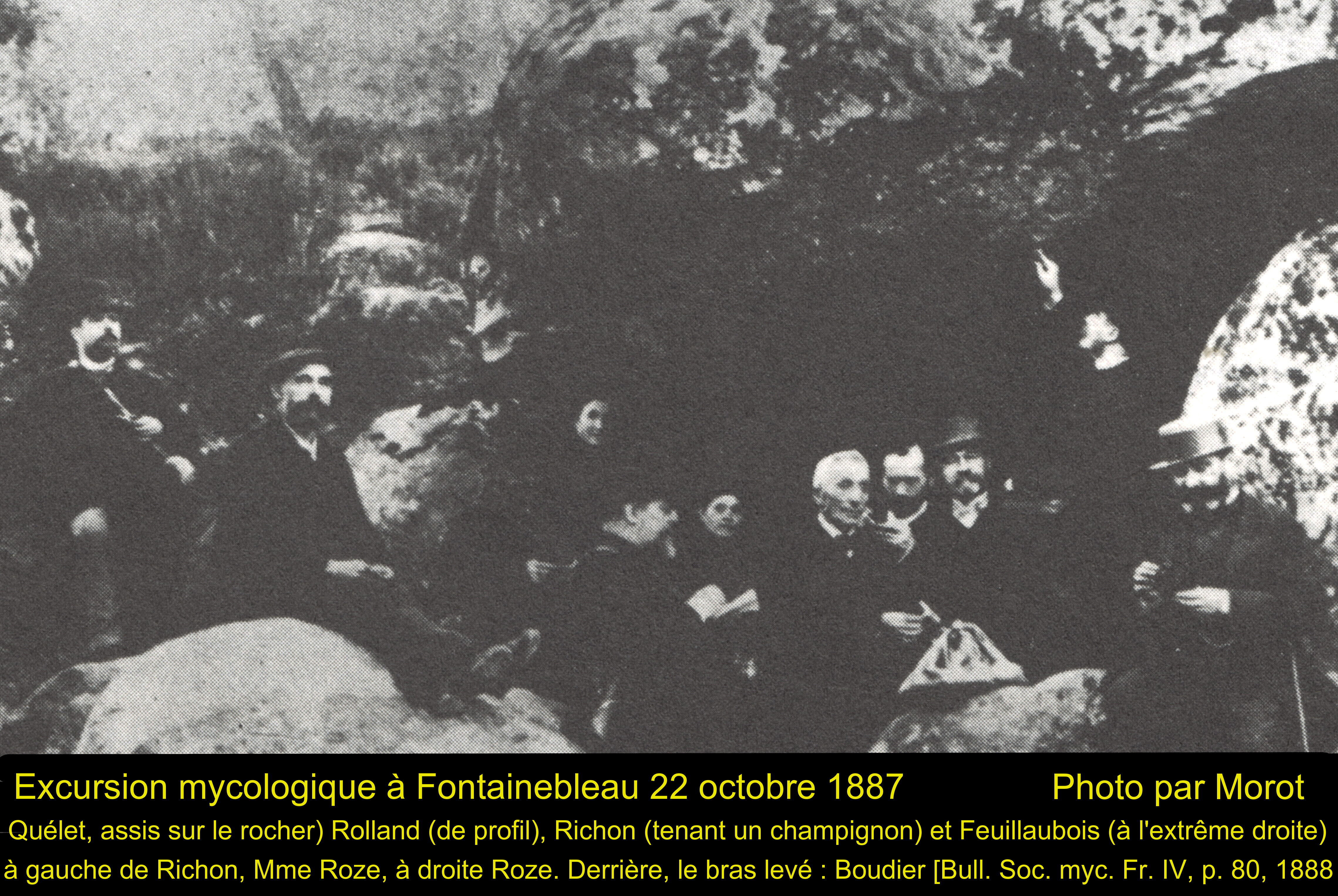
Escursione di alcuni membri della società nel 1877 a Fontainbleau

- Antoine François Passy (1792-1873);
- Adolphe Théodore Brongniart (1801-1876), professore presso il Museo nazionale di storia naturale di Francia;
- Joseph Decaisne (1807-1882), professore presso il Museo nazionale di storia naturale di Francia;
- Horace Benedetto Alfred Moquin-Tandon (1801-1863);
- Conte Jaubert Hippolyte (1798-1874);
- Louis Graves (1791-1857), direttore generale delle foreste;
- Vicomte de Noé;
- Timothy Puel (1812-1890);
- Charles-Philippe Robin (1821-1885)
- Alphonse Maille (1813-1865);
- Ernest-Charles Cosson Staint (1819-1889)
- Pierre Étienne Simon Duchartre (1811-1894);
- Wladimir Schoenefeld (1816-1875);
- Adolphe De Bouis (1804-1878)
- Jacques Nicolas Ernest Germain de Saint-Pierre (1815-1882)

Nel corso della prima riunione ufficiale, che si tenne il 24 maggio 1854, A. Brongniart venne nominato presidente, J. Decaisne, D. Delessert e H. Moquin-Tandon vicepresidenti, W. de Schoenefeld e P. Duchartre segretari, T. Puel e E. Cosson vice-segretari, Caillette de l’Hervilliers tesoriere e infine De Bonis archivista.
Nel 1868, la SBF si insedia nella nuova sede della Société centrale d'horticulture de France, prima di trasferirsi, nel 1949, presso la sede Facoltà di Farmacia di Parigi. SBF ebbe 162 membri nel primo anno, attualmente ha un numero di aderenti che varia tra 500 e 800. La società è aperta alle donne sin dall'inizio, il suo primo membro femminile fu Elisa de Vilmorin (1826-1868). La società è riconosciuta di pubblica utilità con decreto del 17 agosto 1875. Nel 1920, alcuni erbari di proprietà della Società sono stati collocati in diversi istituti per assicurare loro una conservazione che la Società non era in grado di fornire. Attualmente ha sede a Parigi presso il 
Museo nazionale di storia naturale di Francia.

## Pubblicazioni
Essa pubblica la sua origine relazioni delle sue sessioni ordinarie e straordinarie nonché una revisione della letteratura.
Oggi, la SBF edita due pubblicazioni:Acta Botanica (trimestrale), di cui un numero significativo di sottoscrizioni è sostenuto da istituzioni, e Journal de Botanique.